# لوگوف (کارولینای جنوبی)
لوگوف(به انگلیسی: Lugoff) شهری در ایالت کارولینای جنوبی کشور ایالات متحده آمریکا است که جمعیت آن در سرشماری سال ۲۰۱۰ میلادی، ۷٬۴۳۴ نفر بوده‌است.